# Musée Guggenheim (Bilbao)
Pour les articles homonymes, voir Musée Guggenheim.
Le musée Guggenheim de Bilbao est un musée d'art moderne et contemporain situé à Bilbao au Pays basque espagnol qui a ouvert au public en 1997.
C'est l'un des deux musées de la fondation Solomon R. Guggenheim. La structure innovante du bâtiment a été dessinée par Frank Gehry dans le style qui l'a rendu célèbre. Sa silhouette est le fruit d'un assemblage singulier de pierre, de verre et de titane. Le musée devint rapidement un des bâtiments contemporains les plus connus et appréciés au monde, ce qui a énormément fait pour le renouveau et la notoriété de la ville,. Les chercheurs ont appelé cet impact, sur toute une ville, de la construction et de l'ouverture au public d'un lieu culturel remarquable, depuis l'ouverture du musée Guggenheim de Bilbao, « Effet Bilbao »,.

## Histoire

### Projet

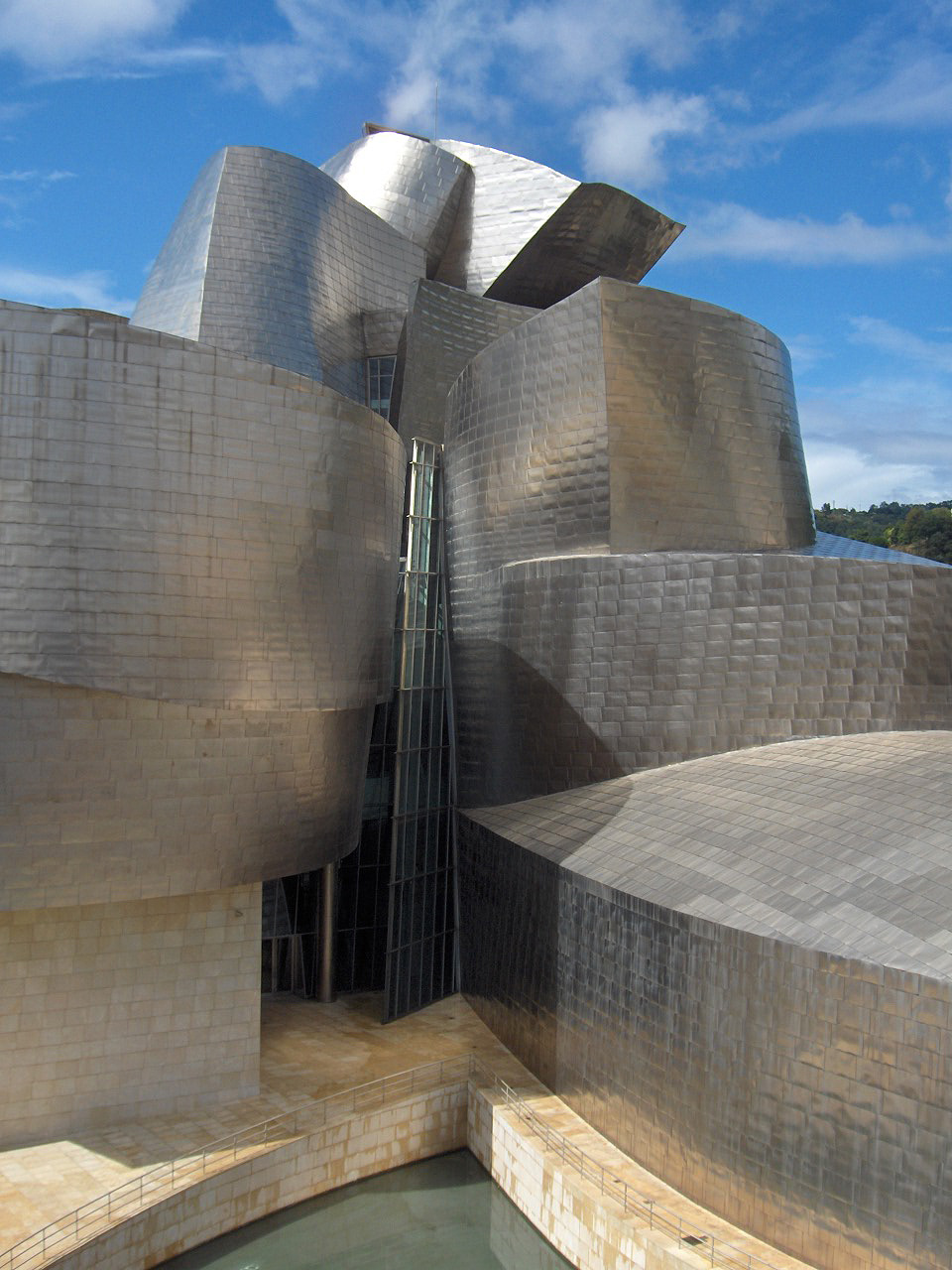
L'architecture typique en titane de Frank Gehry.

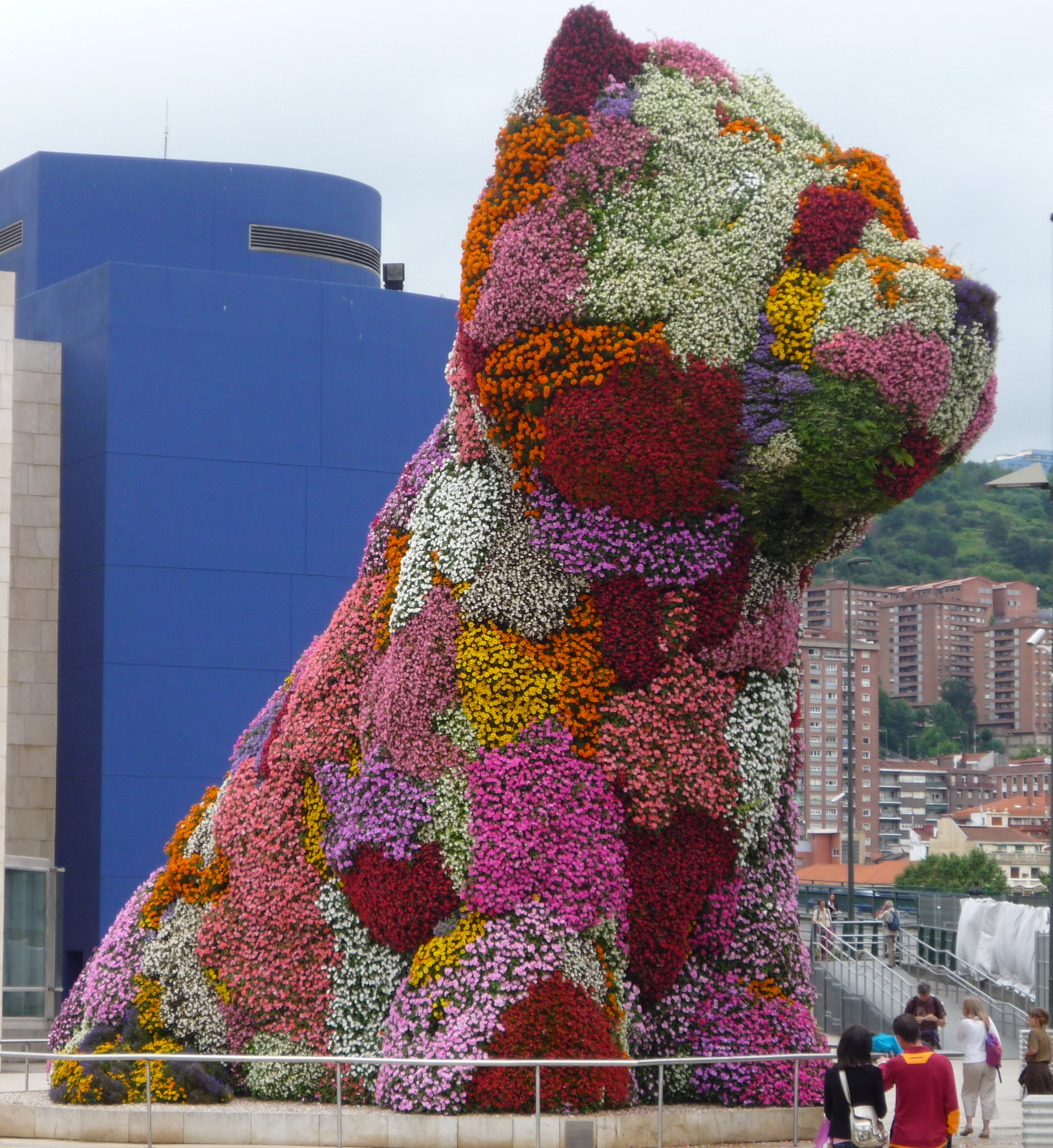
Puppy de Jeff Koons

La construction du musée est décidée par le gouvernement basque et les autorités de Biscaye afin de donner une image à la région et à la ville, qui, après avoir été plongée dans un marasme économique dû à la reconversion de l'industrie lourde, se relevait grâce aux importants investissements réalisés par la région lors du plan Bilbao Ria 2000 comme l'extension de l'aéroport international, le raccordement au réseau d'autoroutes européen ou la création de zones économiques à fiscalité avantageuse tournées vers les nouvelles technologies.
Le coût du musée, financé par la députation de Biscaye et le gouvernement basque est de 100 millions de dollars. Un accord signé le 13 décembre 1991 entre les autorités politiques et la Fondation Guggenheim prévoit que celle-ci aura la responsabilité des collections et de leur gestion.

### Construction
Le musée Guggenheim Bilbao fut construit entre octobre 1993 et octobre 1997 par la multinationale espagnole Ferrovial, pour un coût de 89 millions de dollars. Le bâtiment a été rendu en temps et en budget, ce qui est rare pour un projet de cette envergure.
Aujourd'hui, l'entretien et la maintenance sont toujours assurés par l'entreprise espagnole.

### Ouverture
L'inauguration du musée et l'ouverture au public ont lieu le 18 octobre 1997, en présence du roi Juan Carlos d'Espagne, avec une exposition de 250 œuvres d'art contemporaines.
Le musée par lui-même crée un afflux très important de touristes parfois plus attirés par le plaisir de contempler le bâtiment que par la visite des collections. En 2007, le musée, qui accueille un million de visiteurs par an, contribue à hauteur de 1,57 milliard d'euros à l'économie du Pays basque espagnol et a engendré 45 000 emplois directs ou indirects sur la période écoulée depuis son ouverture.
En 1998, l'institution reçoit la Médaille d'or du mérite des beaux-arts par le ministère de l'Éducation et de la Culture.

## Architecture

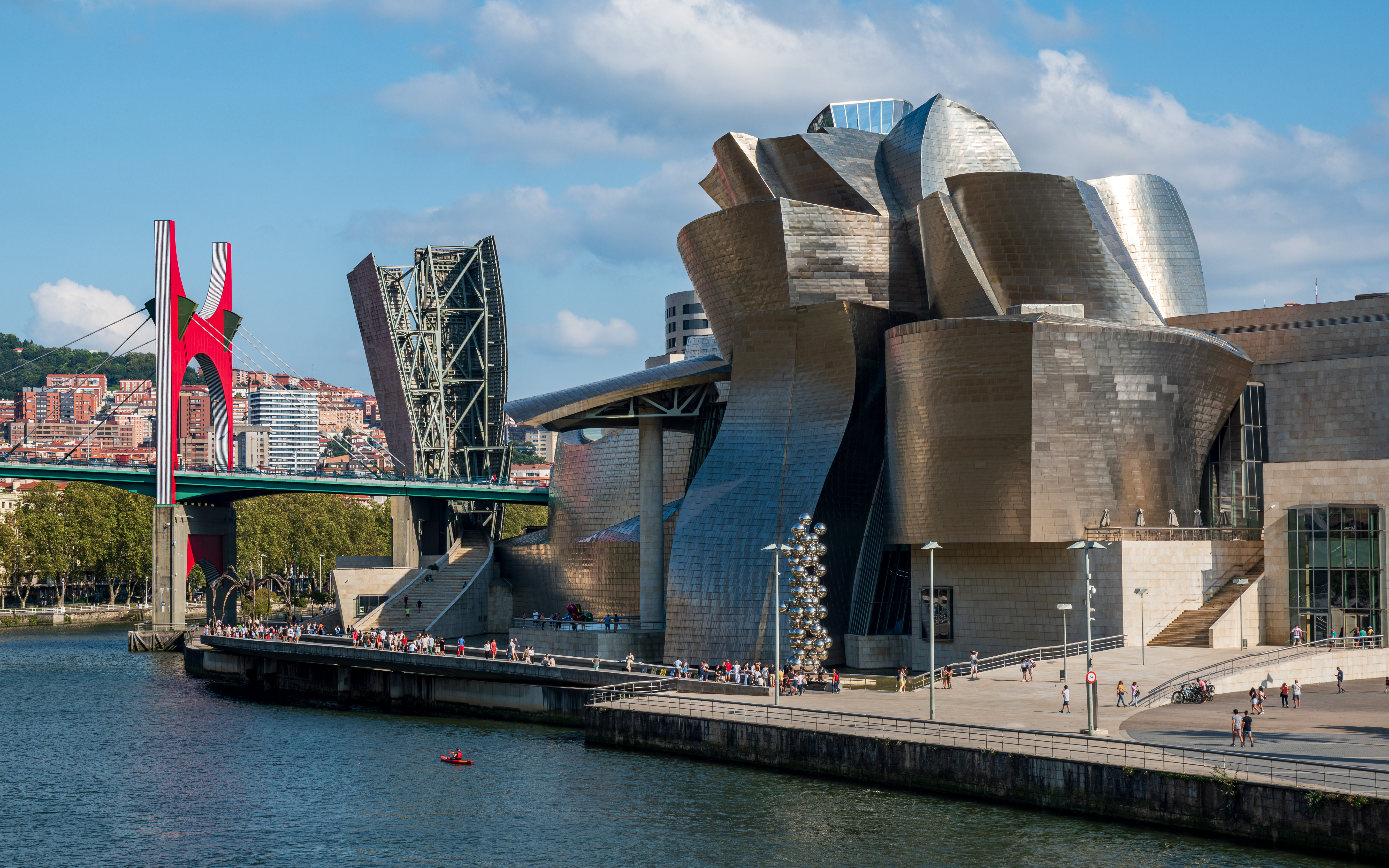
Le musée Guggenheim depuis le nord ouest, avec l'œuvre Maman au bout du quai.

### Création
Créé par Frank Gehry et son cabinet d'architectes, le bâtiment est extrêmement novateur dans son approche technologique tant du point de vue de la réalisation des dessins et simulation de la faisabilité des courbes par conception assistée par ordinateur grâce aux logiciels informatiques développés par la société Dassault Systèmes, initialement réservé à l'aéronautique et à l'automobile (logiciel CATIA), que sur l'aspect de l'esthétique. Le projet développe l'approche déconstructiviste promouvant des formes organiques et ondulantes, jouant des matières et des lumières.
Le succès planétaire de l'architecture du Guggenheim de Bilbao jusqu'à devenir un modèle de développement urbain, réside, selon la réflexion poétique tout autant qu'analytique de l'auteur et poète Bojan-Ilija Schnabl, dans l'intégration artistique des quatre éléments fondamentaux, la terre, l'eau, le feu et l'air dans la conception globale de l'édifice, donnant ainsi une interprétation, voire un fondement archétypal de l’ensemble architectural qui y puise sa force intrinsèque et qui est donc d’autant plus subtile et efficace à la fois.

### Fondations
Ce musée est une construction colossale, qui a nécessité plus de 10 000 m3 de béton, soit environ 25 000 t.
Il est situé dans l'argile de la Ria de Bilbao, qu'il borde. Ces fondations sont constituées de 665 pieux de béton armé, enfoncés dans la roche par des foreuses à une profondeur de 14 m.

### Revêtements
Le bâtiment est recouvert de plaques de titane, disposées en écailles, sur une structure en acier galvanisé. Au total, 33 000 plaques de titane ont été utilisées, dessinées suivant les instructions de l'architecte et grâce au logiciel CATIA notamment, puis découpées et laminées dans les usines de Pittsburgh aux États-Unis, après avoir été importées de leur lieu d'extraction en Russie. Le processus a permis d'obtenir des plaques de seulement 0,4 mm d'épaisseur, ce qui est plus fin que si on avait cherché à utiliser d'autre métal. De plus, le titane est environ deux fois plus léger que l'acier, la couverture en titane du musée ne pèse ainsi que 60 tonnes.
Le titane a été préféré au  cuivre et au plomb, à cause de leur toxicité. De nombreux tests ont été menés sur différents matériaux pour en trouver un qui allierait résistance à la chaleur et aux intempéries, caractéristiques du climat local, tout en gardant un certain caractère. C'est au cours de ces recherches que ce matériau a été mis en avant, couplé avec un traitement pour résister aux conditions. De plus, le titane est peu polluant. Lors du design, une forme matelassée plutôt qu'ondulée a été choisie, pour résister au vent et éviter les vibrations durant les tempêtes.
Le sol extérieur du bâtiment est recouvert de carreaux de pierres de calcaire beige des carrières de Huéscar, près de Grenade, et épaisses de 5 cm.

## Collections et expositions
Parmi les œuvres importantes du Guggenheim Bilbao, on peut citer les sculptures gigantesques de Richard Serra, les installations de Jenny Holzer, une Maman de Louise Bourgeois (1999), ou bien encore le chien géant Puppy habillé de fleurs, œuvre de l'artiste Jeff Koons (1992) situé à l'entrée. La collection permanente abrite notamment des œuvres de sculpteurs basques tels Jorge Oteiza et Eduardo Chillida et des grands formats de peintres américains comme Andy Warhol, Robert Rauschenberg ou encore Mark Rothko. Jean-Michel Basquiat est représenté par Moïse et les Égyptiens et L'Homme de Naples. Les peintures et les sculptures traditionnelles sont en minorité par rapport aux arts moins académiques.

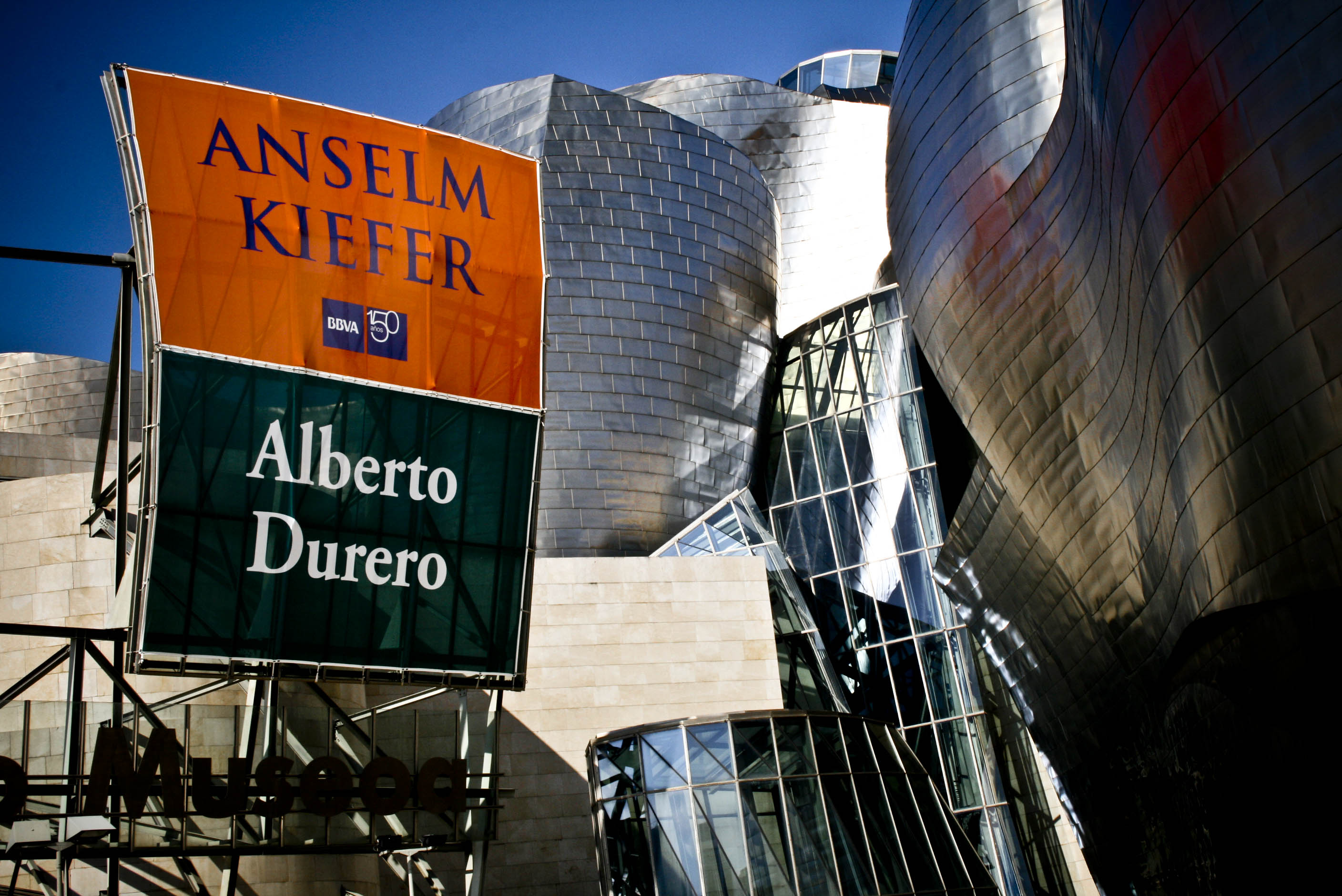
Exposition Albrecht Dürer / Anselm Kiefer.

Les expositions du musée changent souvent (quatre à six expositions différentes par an), et sont très éclectiques, allant de l'histoire de l'art chinois ou russe à l'art moderne et contemporain des XXe et XXIe siècles.

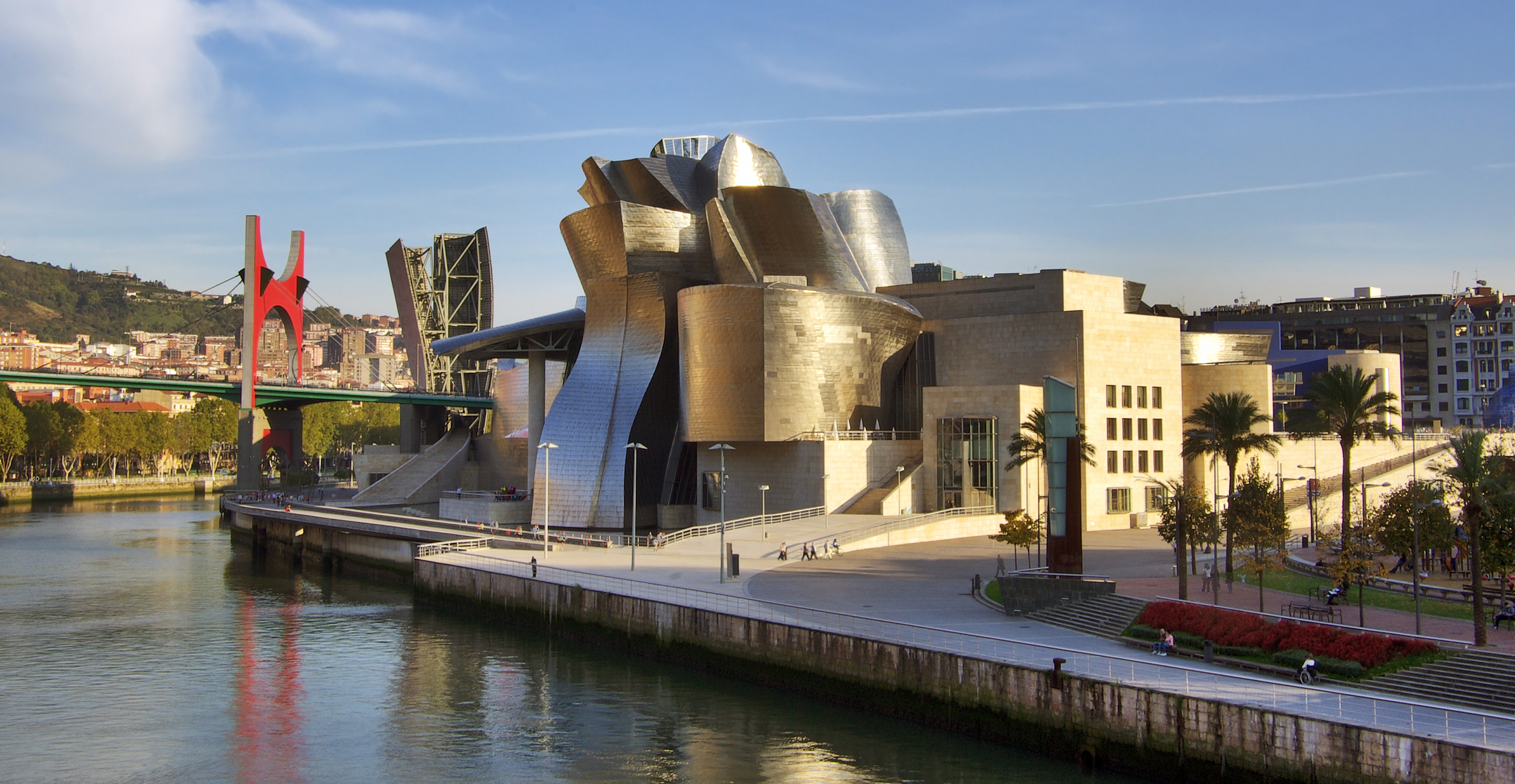
Musée Guggenheim.
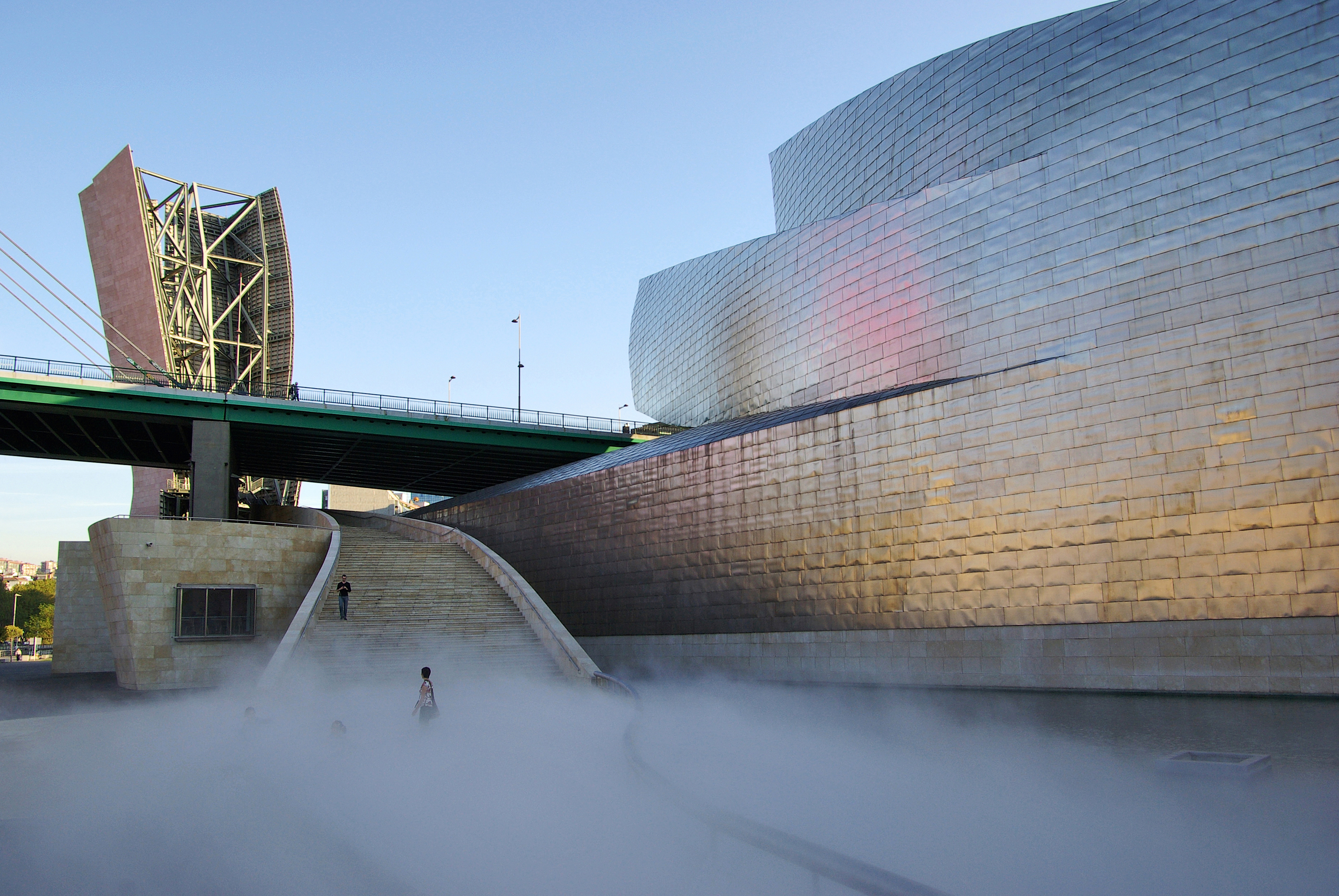
Installation de brouillard de Fujiko Nakaya et une partie du pont La Salve.
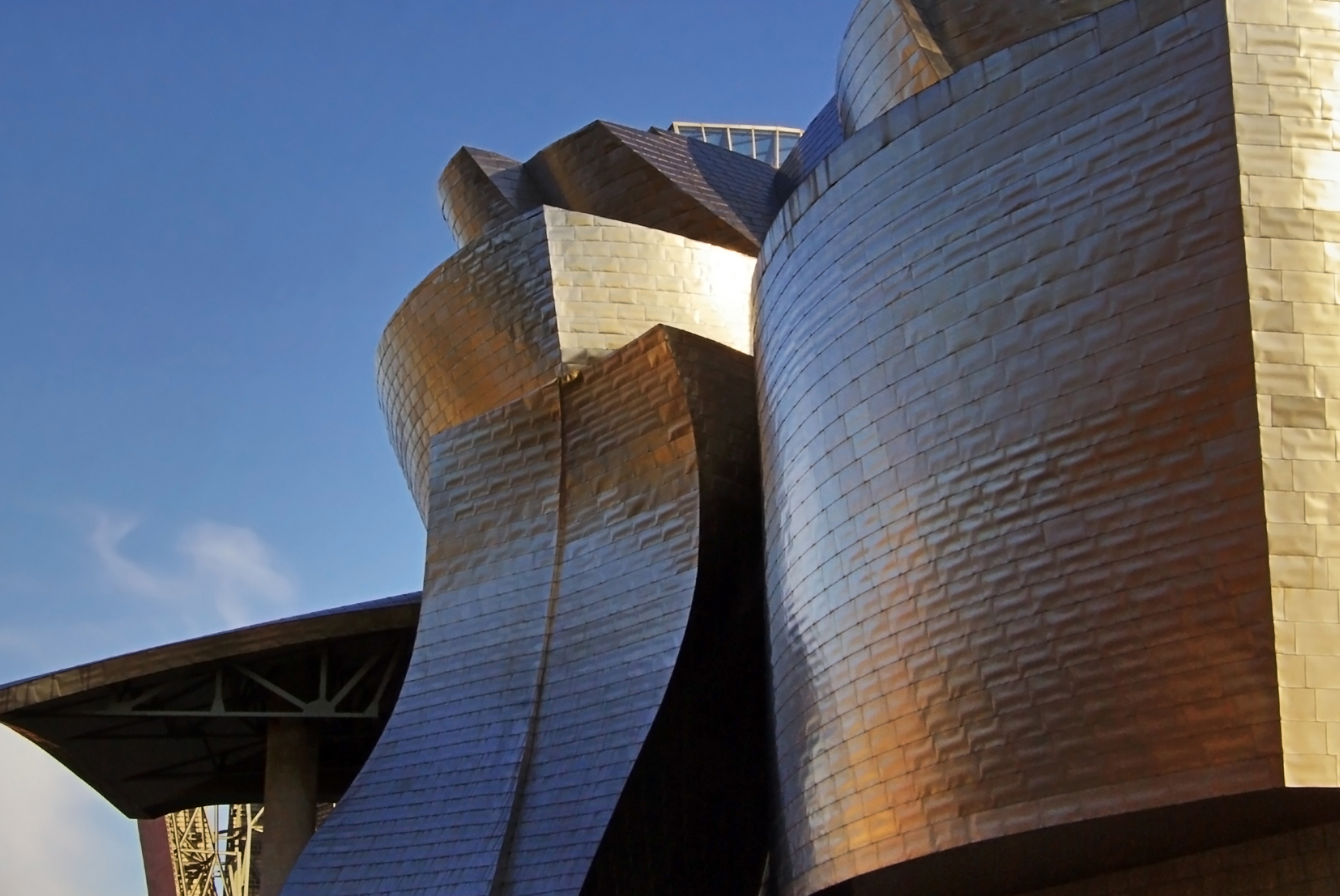
Détail des échantillons de titane du musée Guggenheim Bilbao.
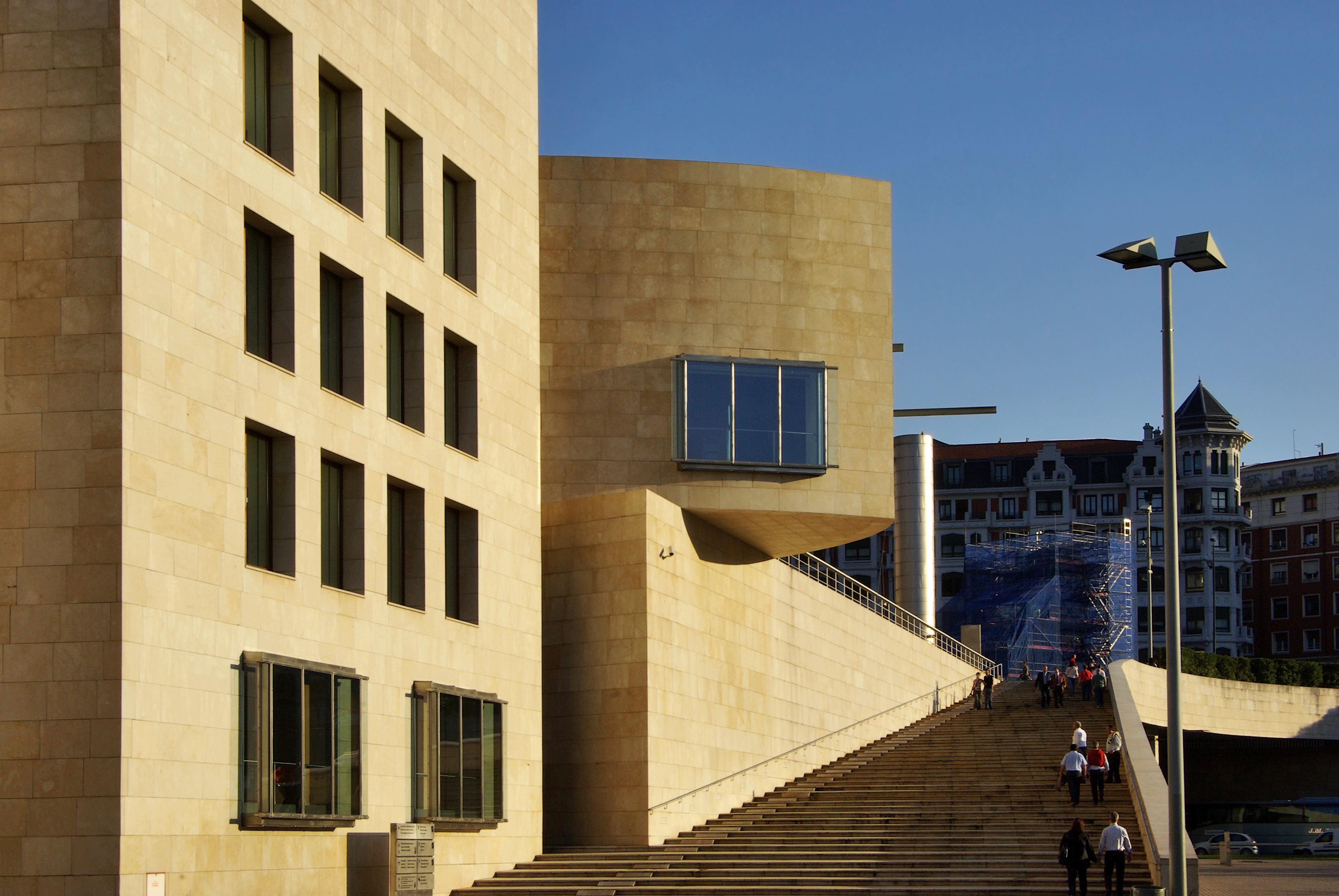
L'architecture du musée montre aussi des formes géométriques.
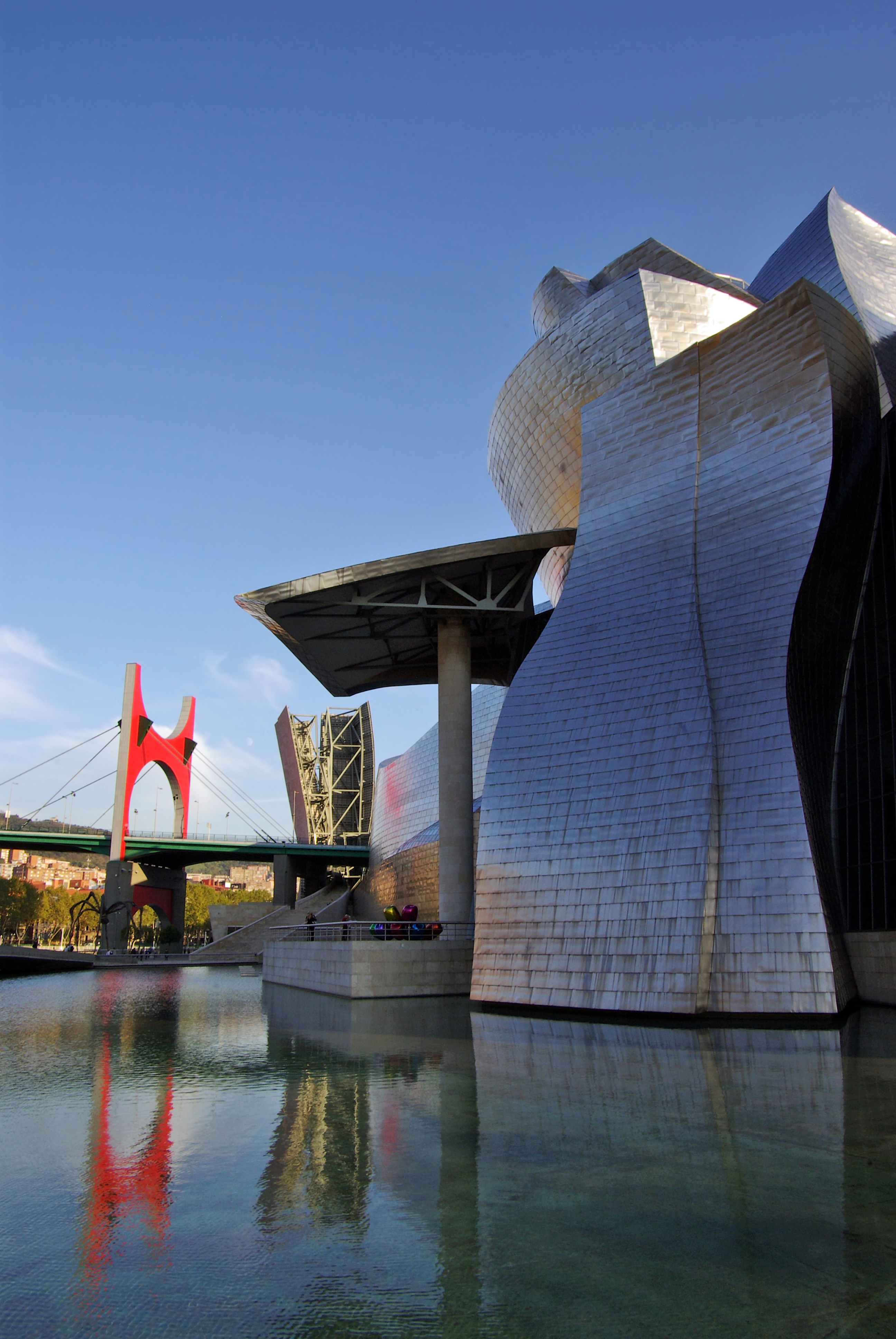
Le musée avec étang, le pont « La Salve » et Tulips de Jeff Koons.
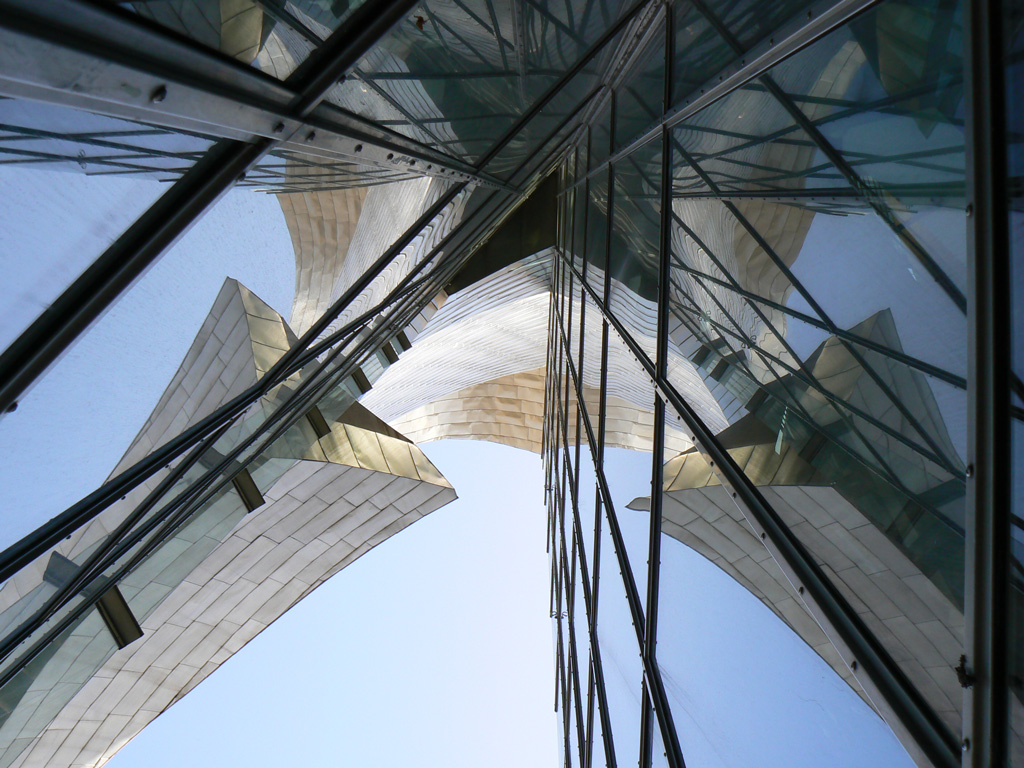
Le musée renvoie à la complexité du vivant.
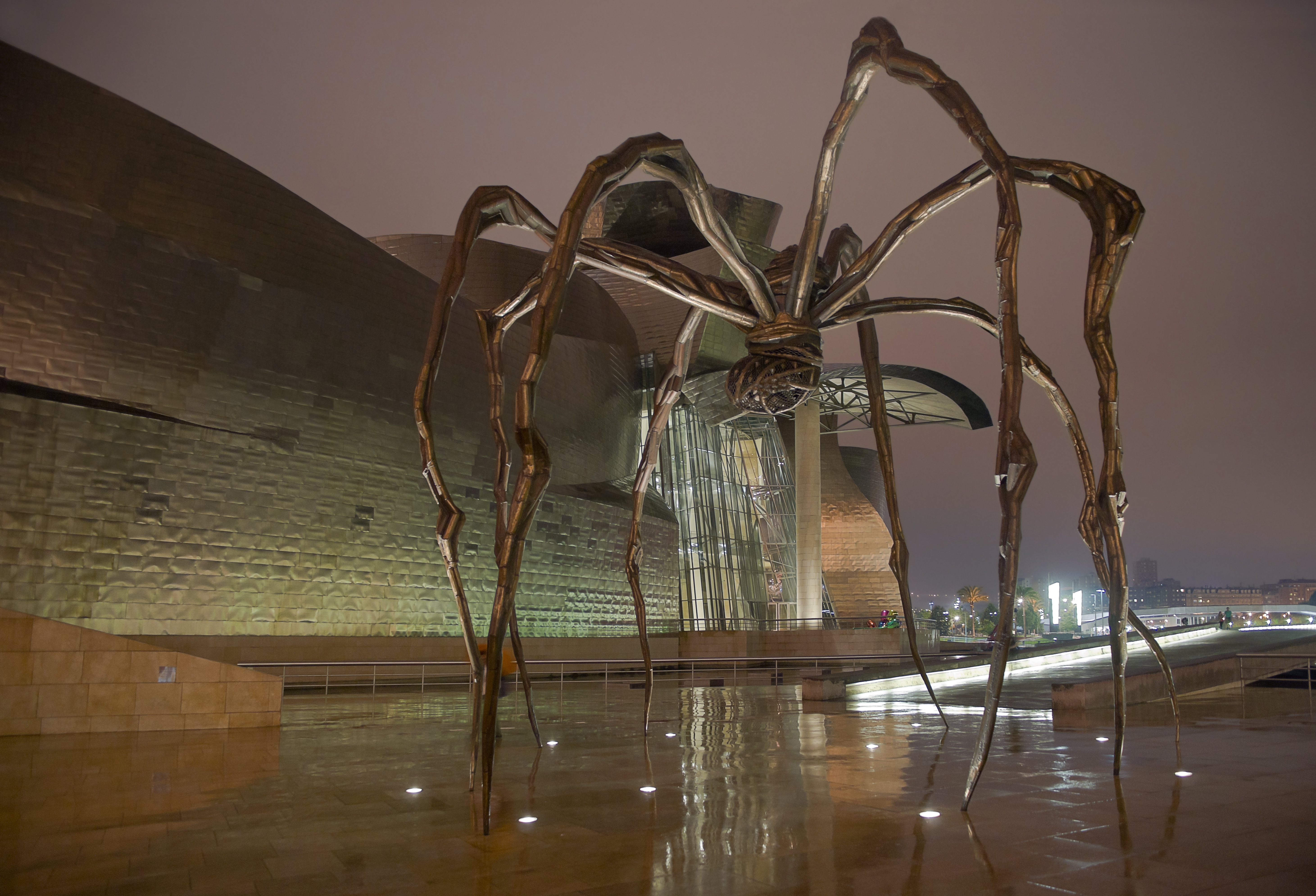
Sculpture Maman de Louise Bourgeois sur le site du musée.
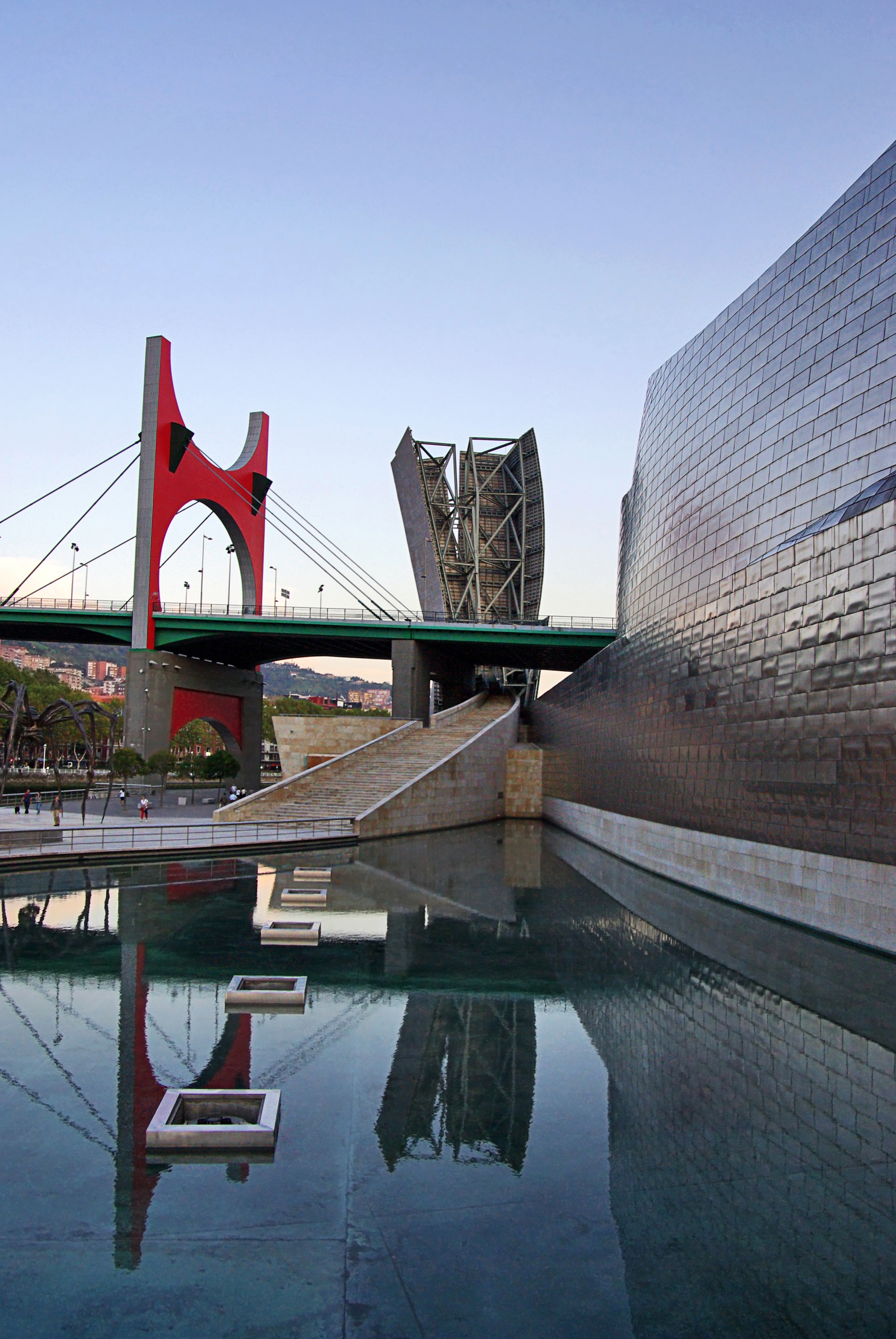
Le musée avec étang, le pont « La Salve » et les ouvertures d'où les fontaines de feu d'Yves Klein sont allumées pendant la nuit.
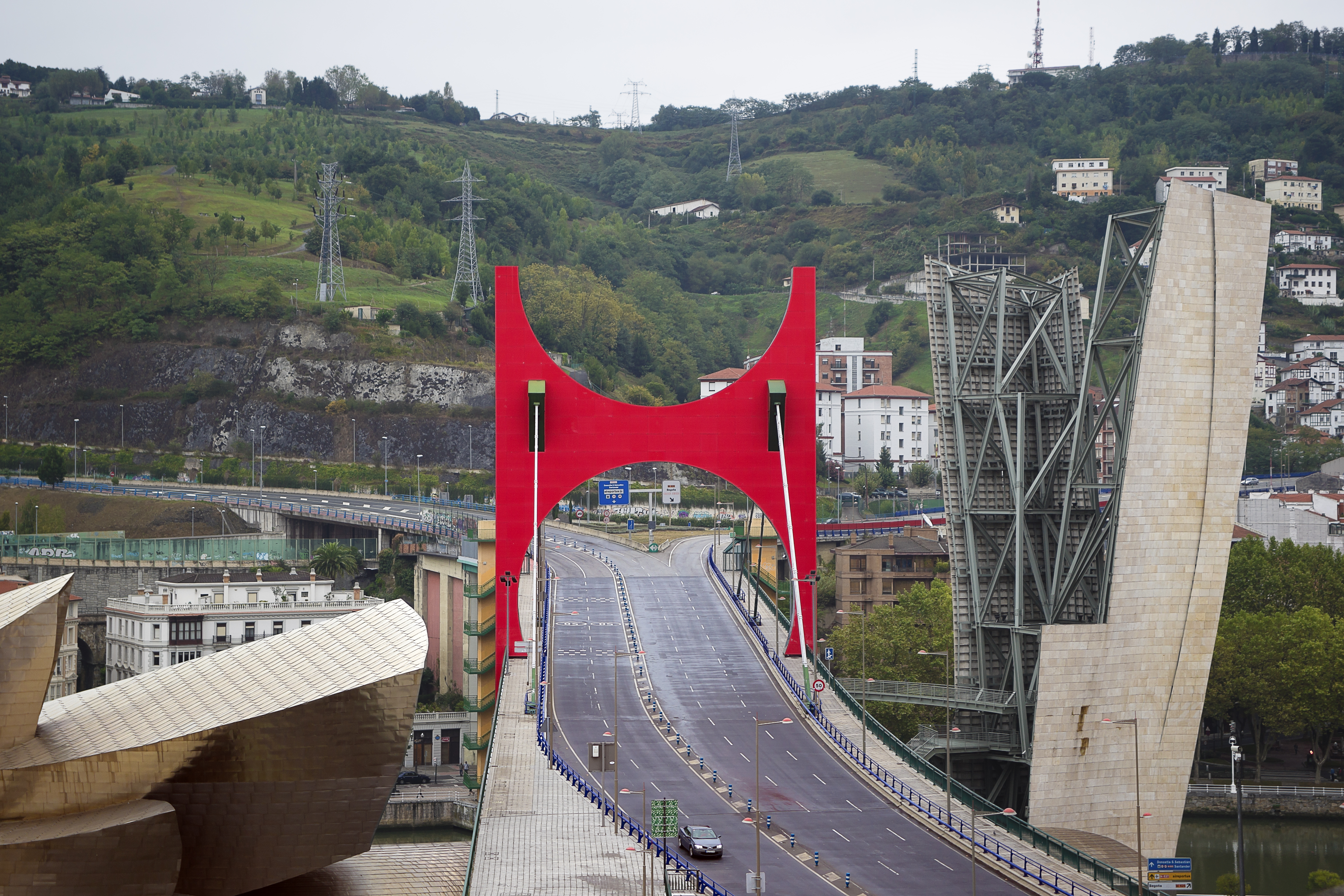
L’arc Rouge de Daniel Buren qui soutient le « Puente Príncipes de España ».